# Stella Kovačičová
Stella Kovačičová (* 16. Januar 2001) ist eine slowakische Tennisspielerin.

## Karriere
Stella Kovačičová begann mit dem Tennis im Alter von sechs Jahren und debütierte 2018 beim ITF-$15.000-Turnier im ungarischen Kaposvar auf dem ITF Women’s Circuit. Bei dem Turnier startete sie in der Qualifikation und schied dort direkt in der ersten Runde aus. Direkt bei ihrem zweiten Turnier auf der Tour konnte sie ihre ersten Erfolge feiern. Denn beim ITF-$15.000-Turnier im bosnischen Banja Luka im gleichen Jahr kämpfte sie sich im Einzel durch die Qualifikation und qualifizierte sich für das Hauptfeld, wo sie sich erst in der zweiten Runde der Ukrainerin Marianna Sakarljuk geschlagen geben musste. Zudem startete bei dem Turnier auch im Doppel erreichte dort gemeinsam mit ihrer Landsfrau Jana Jablonovská das Finale, wo man sich einen slowenischen Doppel geschlagen geben musste. Ihren bisher größten Karriereerfolg feierte sie Ende des Jahres 2023 beim ITF-W15-Turnier in der griechischen Stadt Iraklio. Während sie im Einzel nach überstandener Qualifikation in der ersten Runde des Hauptfeldes gegen die Schweizerin Lara Michel ausschied, erreichte sie im Doppelwettbewerb gemeinsam mit ihrer guatemaltekisch Partnerin Janika Kusy das Finale. Dort konnten sich beide mit dem Sieg gegen ein estnisch-litauisches Duo ihren jeweils ersten Titel auf der Tour sichern.

## Turniersiege

### Doppel
| Nr. | Datum            | Turnier | Kategorie | Belag | Partnerin   | Finalgegnerinnen                | Ergebnis         |
| --- | ---------------- | ------- | --------- | ----- | ----------- | ------------------------------- | ---------------- |
| 1.  | 3. Dezember 2023 | Iraklio | ITF W15   | Sand  | Janika Kusy | Patricija Paukštytė Liisa Varul | 7:65, 6:77, 10:8 |